# Aire urbaine de Migennes
L'aire urbaine de Migennes est une aire urbaine française centrée sur la ville de Migennes.

## Caractéristiques
D'après la définition qu'en donne l'INSEE, l'aire urbaine de Migennes est composée de 4 communes, situées dans l'Yonne. Ses 13 272 habitants font d'elle la 330e aire urbaine de France.
4 communes de l'aire urbaine sont des pôles urbains.
Le tableau suivant détaille la répartition de l'aire urbaine sur le département (les pourcentages s'entendent en proportion du département) :
| Département | Communes | Communes (%) | Superficie (km²) | Superficie (%) | Population (1999) | Population (%) |
| ----------- | -------- | ------------ | ---------------- | -------------- | ----------------- | -------------- |
| Yonne       | 4        | 0,9          | 42,27            | 0,6            | 13 272            | 4,0            |

## Communes
Voici la liste des communes françaises de l'aire urbaine de Migennes.
| Code INSEE | Commune                | Type        | Département | Superficie (km²) | Population (1999) | Densité (hab./km²) |
| ---------- | ---------------------- | ----------- | ----------- | ---------------- | ----------------- | ------------------ |
| 89085      | Charmoy                | Pôle urbain | Yonne       | +0007,02         | +0 0001 209,      | +00172,22          |
| 89099      | Cheny                  | Pôle urbain | Yonne       | +0009,72         | +0 0002 535,      | +00260,8           |
| 89218      | Laroche-Saint-Cydroine | Pôle urbain | Yonne       | +0008,95         | +0 0001 363,      | +00152,29          |
| 89257      | Migennes               | Pôle urbain | Yonne       | +0016,58         | +0 0008 165,      | +00492,46          |
|            | Total                  |             |             | +0042,27         | +00013 272,       | +00313,98          |